# 栗林均
栗林 均（くりばやし ひとし、1951年5月 - ）は、日本の言語学者。専門はモンゴル語学、日本語音声学。東北大学名誉教授。金田一京助博士記念賞受賞。

## 経歴
出生から修学期
1951年生まれ。東京外国語大学外国語学部モンゴル語学科で学び、1975年に卒業。東京外国語大学大学院外国語学研究科アジア第1言語学科修士課程へ進み、1978年に修了。その後一橋大学大学院社会学研究科の博士課程へと進み、1982年に博士課程を単位取得退学。指導教官は田中克彦であった。
言語学研究者として
1982年、一橋大学社会学部助手に採用された。1984年より日本学術振興会奨励研究員。1990年、日本大学文理学部専任講師となり、1995年より同助教授。1999年、東北大学東北アジア研究センターモンゴル・中央アジア研究分野教授。2017年に東北大学を退任して名誉教授となった。

## 受賞・栄典
- 1983年：金田一京助博士記念賞を受賞[1][3]。「蒙古語史における『*i の折れ』に関する一連の研究」に対して。

## 研究内容・業績
専門はモンゴル語学、日本語音声学。

## 著作
- 『『東郷語詞彙』蒙古文語索引』編、東京外国語大学 1986
- 『『東部裕固語詞彙』蒙古文語索引』編、東京外国語大学 1987
- 『モンゴル語版「ゲセル物語」の文献学的・言語学的研究』日本大学 1992
- 『モンゴルの草原に関する国際学術研究:草原の環境維持、放牧と経済発展の関係』東北大学 1999
- 『『元朝秘史』モンゴル語全単語・語尾索引』埆精扎布と共編著、東北大学東北アジア研究センター 2001
- 『清文鑑資料におけるモンゴル語語彙の研究』東北大学 2002
- 『『華夷訳語』(甲種本)モンゴル語全単語・語尾索引』編著、東北大学東北アジア研究センター 2003
- 『漢蒙対訳語彙集におけるモンゴル語の研究』東北大学 2004
- 『『元朝秘史』におけるモンゴル語音訳漢字の研究』東北大学 2006
- 『『御製満珠蒙古漢字三合切音清文鑑』満洲語配列対照語彙』呼日勒巴特尓と共編著、東北大学東北アジア研究センター 2008
- 『『元朝秘史』モンゴル語漢字音訳・傍訳漢語対照語彙』編著、東北大学東北アジア研究センター 2009
- 『蒙文総彙：モンゴル語ローマ字転写配列』編著、東北大学東北アジア研究センター 2010
- 『『達斡爾語詞彙』蒙古文語索引』編著、東北大学東北アジア研究センター 2011
- 『『保安語詞彙』蒙古文語索引』編著、東北大学東北アジア研究センター 2012
- 『蒙文倒鋼 : 資料編・原本印影』編、東北大学東北アジア研究センター 2012
- 『『元朝秘史』傍訳漢語索引』編著、東北大学東北アジア研究センター 2012
- 『『土族語詞彙』蒙古文語索引』編著、東北大学東北アジア研究センター 2013
- 『蒙文倒綱：モンゴル語ローマ字転写配列』斯欽巴図と共編著、東北大学東北アジア研究センター 2014
- 『蒙漢字典：資料編・原本影印 』編著、東北大学東北アジア研究センター 2014
- 『『満文原檔』所収モンゴル語文書の研究』海蘭と共編著、東北大学東北アジア研究センター 2015
- 『『初学指南』の研究：18世紀の口語モンゴル語』斯欽巴図と共編著）東北大学東北アジア研究センター 2015
- 『蒙漢字典：モンゴル語ローマ字転写配列 』編著、東北大学東北アジア研究センター 2016
- 『土族語・漢語統合辞典』編著、東北大学東北アジア研究センター 2016
- 『『西藏歴史档案薈粋』所収パスパ文字文書』松川節と共編著、東北大学東北アジア研究センター 2016
- 『『東郷語詞彙』『新編東部裕固語詞彙』蒙古文語索引』編著、東北大学東北アジア研究センター 2017
- 『オイラート文語三種統合辞典』編著、東北大学東北アジア研究センター 2017